# Подгаецкая городская община
Подгаецкая городская община (укр. Підгаєцька міська громада) — территориальная община в Тернопольском районе Тернопольской области Украины.
Административный центр — город Подгайцы.
Население составляет 16785 человек. Площадь — 477,9 км².
В соответствии с распоряжением Кабинета Министров Украины от 12 июня 2020 года, в состав общины вошла территория упразднённого Подгаецкого района, за исключением Шумлянского сельского совета, вошедшего в состав Саранчуковской сельской общины.

## Населённые пункты
В состав общины входят 1 город и 35 сёл:
- Город Подгайцы
- Белокриницкий старостинский округ:
  - Белокриница
  - Бронгалёвка
  - Вага
  - Михайловка
- Вербовский старостинский округ:
  - Вербов
  - Галич
- Гнильченский старостинский округ:
  - Гнильче
  - Пановичи
  - Червень
- Голгочанский старостинский округ:
  - Волица
  - Голгоча
  - Мозолевка
- Заваловский старостинский округ:
  - Завалов
  - Заставче
  - Затурин
  - Среднее
- Литвиновский старостинский округ:
  - Боков
  - Литвинов
  - Рудники
  - Старый Литвинов
- Мирненский старостинский округ:
  - Мирное
- Мужиловский старостинский округ:
  - Мужилов
- Новосёлковский старостинский округ:
  - Новосёлка
  - Юстиновка
- Носовский старостинский округ:
  - Лыса
  - Носов
- Поплавский старостинский округ:
  - Поплавы
  - Солнечное
  - Степовое
- Сельцовский старостинский округ:
  - Сельцо
- Старомистский старостинский округ:
  - Голендра
  - Загайцы
  - Старое Мисто
- Угриновский старостинский округ:
  - Угринов
  - Яблоновка